# Tarbotoorlog

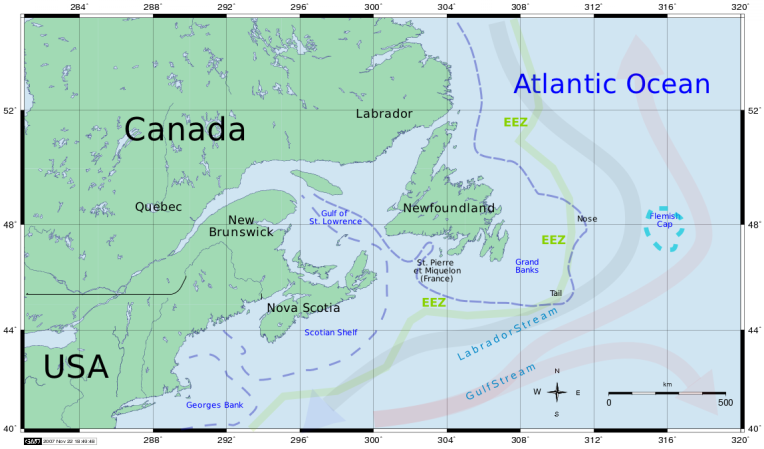
Kaart van de noordwestelijke Atlantische Oceaan.

De zogeheten Tarbotoorlog was een conflict tussen Canada enerzijds en Spanje en de Europese Unie anderzijds over de overbevissing van het noordwesten van de Atlantische Oceaan vlak bij de Canadese territoriale wateren in 1995.

## Aanleiding

### De EEZ
In 1994 werd de zogeheten exclusieve economische zone van landen zoals overeengekomen bij de Derde VN-Conventie over de Wetten van de Zee in 1982 uitgebreid tot 200 zeemijlen. Die EEZ kwam goed aan bij de vissers die zich binnen de zone gevrijwaard zagen van internationale concurrentie. In Canada groeide de visserijsector die van de nieuwe situatie profiteerde.

### Het moratorium op kabeljauw
Aan het einde van de jaren 1980 begon overbevissing haar tol te eisen op de kabeljauw in de Atlantische Oceaan. In 1992 stelde de Canadese overheid een onbeperkt moratorium in op de vangst van de soort. Dit had een dramatisch effect op het eiland Newfoundland en op Nova Scotia waar de visserij erg belangrijk is. De overheid zette een hulpprogramma op maar dit was niet voldoende.

### De tarbot
Sinds het moratorium werd gezocht naar een vis die de kabeljauw op economisch vlak kon vervangen. Eén dergelijke soort was de tarbot. Niet alleen Canadese maar ook vissers uit andere landen hadden de waarde van de tarbot ontdekt en begonnen die net buiten de Canadese EEZ te vangen. Tegen 1994 had Canada zo'n vijftig overtredingen van de EEZ genoteerd. Ook werd overbevissing en het gebruik van illegaal gerei, zoals te fijne netten, opgemerkt.

## Het conflict

### De dialoog
De sinds 1993 fungerende Canadese minister van Visserij en Oceanen, Brian Tobin, begon een agressieve dialoog met de Europese Unie over de visserijvloot van de EU in de regio en de visserijmethoden die daarbij werden gebruikt, in het bijzonder de verboden te fijne netten. Volgens Tobins eigen critici deed hij dit om populariteit te winnen in slechte economische tijden. In 1995 maakte hij het mogelijk om buitenlandse boten in internationale wateren in te nemen, in naam van de bescherming van de visbestanden.

### De arrestatie
Er werd besloten een voorbeeld te stellen op een EU-vissersboot. Op 9 maart 1995 vond een patrouilleschip hiervoor een geschikt schip, de Spaanse trawler Estai. Met de hulp van de Canadese kustwacht en marine ging men op 10 maart achter de vissersboot aan. Die sneed de netten door en ging ervandoor. Na een achtervolging van enkele uren werd een waarschuwingsschot over de boeg van de Estai geschoten. De kustwacht hield andere Spaanse vissersboten af met een waterkanon terwijl agenten de Estai enterden en de bemanning arresteerden.

### Spaanse reactie
Canada beschuldigde de kapitein van de Estai van het gebruik van een illegaal te fijn net. Spanje beschuldigde Canada van
piraterij en zond een patrouilleschip van de Spaanse marine ter plaatse. Het kwam tot het vuren van waarschuwingsschoten tussen de Spaanse en de Canadese marine. De Estai werd intussen naar St. John's gesleept en na bemiddeling van de EU en het Verenigd Koninkrijk terug aan Spanje overgemaakt. De bemanning werd berecht door een Canadese federale rechtbank. Dat gebeurde onder fel protest van Spanje en EU die met een boycot tegen Canada dreigden.

## De oplossing

### De Canadese persconferentie
De Canadezen haalden intussen ook het enorme net dat de Spaanse vissers hadden losgesneden uit het water. Tobin huurde een sleepschip in New York en organiseerde er een internationale persconferentie op een plek vlak bij het hoofdkwartier van de Verenigde Naties. Met een enorme kraan werd het net er tentoongesteld. Tobin wees op de te kleine mazen in het net en wees de Spaanse en Europese overheden terecht.

### Akkoord
Op 20 april 1995 werd een bilateraal akkoord gesloten tussen Canada en de Europese Unie als oplossing van het conflict. In het akkoord wordt de beperking van de visvangst en controle hierop met waarnemers, satellieten en zenders op alle vissersboten benadrukt.
De inhoud van dit akkoord werd later overgenomen door de Noordwest-Atlantische Visserijorganisatie.

### Internationaal Gerechtshof
Spanje daagde Canada voor het Internationaal Gerechtshof in Den Haag. Spanje vond niet dat Canada het recht had gehad om de Estai te enteren en de bemanning te arresteren. Het Hof verklaarde zich met 12 tegen 5 stemmen onbevoegd.  Onder zware Europese druk werd de bemanning alsnog vrijgelaten.